# Вулиця Кахи Бендукідзе
Ву́лиця Ка́хи Бендукі́дзе — вулиця в Печерському районі міста Києва, місцевість Звіринець. Пролягає від вулиці Михайла Бойчука до Миколи Костомарова.
Прилучається вулиця Андрія Верхогляда.

## Історія
Вулиця була запроєктована в 2014–2015 роках під назвою Житлова. Сучасна назва на честь грузинського політика Кахи Бендукідзе — з 2015 року.